# 광양국가산업단지
광양국가산업단지(Gwangyang Industrial Complex)는 전라남도 광양시 태인동, 금호동 및 경상남도 하동군 금성면 일대에 있는 산업단지로, 현재 지정면적은 96,405,000m2이다.

## 개요
광양제철소 건설에 따른 산업단지개발과 그에 따른 항만, 용수, 도로, 철강 등의 기간시설 및 그 배후 도시건설을 계획적이고 효율적으로 조성하기 위해, 광양컨테이너 부두 및 고속도로, 철도 등 기반시설이 발달된 광양만권에 위치한다.

## 입지

### 고속도로
- 남해고속도로 동광양 나들목

### 국도
- 국도 제2호선 (목포 ↔ 광양 ↔ 부산)
- 국도 제59호선 (광양 ↔ 양양)

### 항만
- 광양항